# Jüdischer Friedhof (Niederaußem)
Der Jüdische Friedhof Niederaußem lag bei Niederaußem, einem Stadtteil von Bergheim im Rhein-Erft-Kreis (Nordrhein-Westfalen).
Von dem jüdischen Friedhof ist heute nichts mehr zu sehen. Er wurde von 1850 bis 1918 belegt. Vorher wurden die Toten auf dem jüdischen Friedhof in Bergheim beerdigt. Der Begräbnisplatz in Niederaußem ist im Zuge des Braunkohleabbaus untergegangen. 1954 wurden die Gräber zum jüdischen Friedhof Köln-Bocklemünd umgebettet. Dort sind heute noch acht der ursprünglich 18 Grabsteine (Mazewot) vorhanden.